# Кака
Кака́ (порт. Kaká, полное имя Рика́рду Изе́ксон дус Са́нтус Ле́йти порт. Ricardo Izecson dos Santos Leite; род. 22 апреля 1982 года, Бразилиа) — бразильский футболист, атакующий полузащитник, бывший игрок сборной Бразилии. На клубном уровне выступал за бразильский «Сан-Паулу», итальянский «Милан», испанский «Реал Мадрид» и американский «Орландо Сити».
Кака считается одним из лучших футболистов своего поколения и одним из лучших футболистов в истории бразильского футбола. Становился победителем чемпионатов Италии и Испании, а также Лиги чемпионов УЕФА в составе «Милана». В 2007 году он стал обладателем «Золотого мяча» и был признан лучшим игроком года по версии ФИФА. Лучший игрок и лучший бомбардир Лиги чемпионов УЕФА 2006/2007. Признавался лучшим игроком года в Бразилии (2002) и дважды — футболистом года в Италии (2004, 2007). В 2008 и 2009 годах входил в 100 самых влиятельных людей мира по версии журнала Time.  
В 2002—2016 годах выступал в составе сборной Бразилии. Чемпион мира 2002 года. Участник чемпионатов мира 2006 и 2010 годов. Сыграл на двух Кубках конфедераций (2005, 2009), по итогам последнего был признан лучшим игроком турнира.

## Ранние годы
Рикардо родился 22 апреля 1982 года в Бразилиа. Его отец, Боско, был инженером, а мать, Симоне — учителем математики в средней школе. Семья относилась к среднему классу, и родители уделяли юному Рикардо много времени. В 1985 году у пары родился ещё один сын — Родриго, более известный как Диган, впоследствии ставший профессиональным футболистом. Родриго же и придумал Рикардо псевдоним: он не мог полностью выговорить имя старшего брата, а вместо этого произносил «Кака». В возрасте семи лет Рикардо с семьёй переехал в Сан-Паулу. Там по совету своего учителя физкультуры он начал заниматься футболом в клубе «Альфавиль». Но футбол был не единственным увлечением будущего обладателя «Золотого мяча»: некоторое время он посещал теннисную секцию. В 8 лет Рикардо в ходе местного турнира заметили скауты «Сан-Паулу» и пригласили его в одну из своих подшефных команд. Чтобы мальчику было удобнее добираться до тренировок, семья переехала в округ Морумби. В 1994 году Кака перевели в колледж «Colégio Objetivo», и в том же году он в составе команды учебного заведения одержал победу в проходившем в США турнире Reebok Cup. Рикардо был прилежным учеником и впоследствии с теплотой вспоминал о школьных годах.
В 12 лет после просмотра он был зачислен в команду «трёхцветных» своего возраста, а через три года подписал с клубом первый контракт. В академии Кака играл на позиции атакующего полузащитника. Любимым игроком юного бразильца был Раи. В составе «Сан-Паулу» Рикардо неоднократно становился победителем юниорских турниров. В октябре 2000 года, в разгар молодёжного чемпионата штата, случился инцидент, который мог заставить футболиста раз и навсегда завершить спортивную карьеру: Рикардо пропускал очередной матч из-за дисквалификации и решил навестить бабушку с дедушкой, живших в Калдас-Новасе. Всей семьёй они отправилась в аквапарк, и там Кака поскользнулся на горке, упал в воду и ударился головой о дно бассейна, свернув шею. Доктора диагностировали у него переломы шести позвонков и предупредили, что эта травма может привести к параличу. Тем не менее, последствия оказались не такими серьёзными, и уже в январе игрок вернулся к тренировкам. Данный эпизод серьёзно повлиял на отношение Кака к религии: он считал, что именно благодаря Богу повреждение не повлекло за собой особенных последствий. Однако верующим, вопреки ошибочному мнению, он являлся и до инцидента: родители с ранних лет рассказывали ему о христианстве, а в 12 лет Рикардо был крещён.
В детстве Кака отставал от своих сверстников в росте примерно на два года. К тому же, Рикардо плохо видел и долгое время носил очки. Милтон Круз, один из первых тренеров футболиста, описывал юного игрока как щуплого и физически слабого, но очень одарённого паренька с прекрасным видением поля. В 1997 году в газете Estadão его сравнивали с великим бразильским полузащитником Зико, который в детстве также испытывал проблемы с физической мощью. Техника же юного игрока, по мнению тренеров «Сан-Паулу», напоминала технику Кареки. Штаб «трёхцветных» пристально следил за развитием Рикардо, считая его «будущим» клуба, и разработал для него план индивидуальных тренировок; после его выполнения вес игрока увеличился на 10 кг. Частично удалось решить и проблемы со зрением, проведя операцию на глазах.

## Клубная карьера

### «Сан-Паулу»
Команда академии «Сан-Паулу», в которой играл Кака, в 2000 году стала обладателем кубка штата в своей возрастной категории, однако сам полузащитник из-за полученной в бассейне травмы потерял место в основном составе и выходил на поле со скамейки запасных. Зимой 2001 года «Сан-Паулу» нуждался усилении центра поля и линии атаки, поэтому тренер клуба Вадао решил вызвать из юношеской команды её капитана, Харисона, форвардов Ренатиньо и Оливейру и Кака. Рикардо дебютировал за «трёхцветных» 1 февраля в поединке турнира Рио — Сан-Паулу против «Ботафого», выйдя на замену во втором тайме. Через три дня Кака забил свой первый гол в профессиональной карьере: появившись на поле после перерыва при счёте 1:1 в дерби с «Сантосом», на 73-й минуте он левой ногой замкнул подачу с фланга и вывел «Сан-Паулу» вперёд. В итоге команда Рикардо победила 4:2, а самого игрока в прессе сравнили с легендой клуба — полузащитником Раи. 7 февраля в матче против «Фламенго» Кака помог «Сан-Паулу» забить два гола и одержать победу. После игры автор обоих мячей нападающий Франса и тренер коллектива Вадао отдельно отметили игровой интеллект и видение поля молодого футболиста, а также его умение руководить атакой.
7 марта 2001 года в матче против «Ботафого» в финале турнира Рио-Сан-Паулу забил победный гол. Также тогда изменилось правописание имени футболиста: вместо Cacá, стало Kaká. В том сезоне он забил 12 голов в 27 матчах и был включён в список 100 лучших молодых футболистов по версии Don Balón.
В следующем сезоне он забил 7 голов в турнире Рио-Сан-Паулу и помог «Сан Паулу» дойти до финала, где клуб проиграл «Коринтиансу». В национальном чемпионате он сыграл 22 матча и забил 9 голов. В лиге Паулиста сыграл 7 матчей и забил 2 гола. На протяжении всей карьеры в «Сан-Паулу» он сыграл 131 матч и забил 48 голов.

### «Милан»
16 августа 2003 года Кака стал футболистом «Милана», сумма трансфера составила € 8,5 млн. Помимо «Милана» интерес к бразильцу проявлял английский «Челси», однако сам Кака предпочёл перейти в итальянский клуб, поскольку в его составе выступало ещё пять бразильских футболистов. Решающую роль в трансфере сыграла рекомендация Леонардо, который начал работать скаутом «россонери». 1 сентября 2003 года Кака дебютировал за «Милан», выйдя в стартовом составе на матч 1-го тура Серии А против «Анконы». Бразильцу сразу удалось стать игроком стартового состава команды, выиграв конкуренцию у ветеранов Руя Кошты и Ривалдо, и образовав эффективную атакующую связку с Андреем Шевченко. 5 октября 2003 года Кака впервые принял участие в миланском дерби против «Интернационале». Матч закончился победой «Милана» со счётом 3:1, а бразилец забил первый гол за новый клуб, оказавшийся в итоге победным. Всего Кака забил 10 голов и отдал пять голевых передач в 30 матчах Серии А и помог «Милану» выиграть первый за пять лет чемпионский титул. По итогам сезона полузащитник был признан лучшим футболистом и лучшим легионером чемпионата Италии, а также впервые в карьере был номинирован на «Золотой мяч», заняв 15-е место в итоговом голосовании. В Лиге чемпионов «Милан» дошёл до четвертьфинала. В первом четвертьфинальном матче против «Депортиво Ла-Корунья» «россонери» одержали уверенную победу со счётом 4:1, а Кака оформил дубль. Однако в ответном матче итальянцы сенсационно уступили со счётом 0:4 и покинули турнир.
В следующем сезоне Серии А Кака записал на свой счёт семь голов и 13 голевых передач, став вторым ассистентом чемпионата после Мауро Каморанези, сделавшего на одну результативную передачу больше. Однако в целом команда выступала не стабильно и уступива чемпионский титул «Ювентусу». Гораздо успешнее «Милан» выступил в Лиге чемпионов, дойдя до финала турнира. Кака ярко проявил себя в решающих матчах плей-офф. В ответном матче 1/4 финала против «Интера» он отдал голевую передачу на Андрея Шевченко, забившего единственный гол (из-за беспорядков, устроенных фанатами игра была остановлена на 73-й минуте, а «Интеру» было присвоено техническое поражение). В первом полуфинале с ПСВ две результативные передачи Кака позволили «Милану» одержать победу со счётом 2:0. Ответный матч завершился поражением «россонери» со счётом 1:3, а гол, позволивший команде выйти в финал Массимо Амброзини забил в концовке игры также с передачи бразильского полузащитника. Первый тайм финального матча против «Ливерпуля» «Милан» выиграл со счётом 3:0. В начале игры Кака заработал штрафной удар, после розыгрыша которого Паоло Мальдини открыл счёт, затем он поучаствовал в комбинации, завершившейся первым голом Эрнана Креспо, а уже в концовке тайма отдал голевую передачу на того же Креспо. Однако во втором тайме «Ливерпуль» сумел сравнять счёт, а «Милан» упустил несколько голевых моментов. В серии пенальти Кака реализовал свой удар, однако победу со счётом 3:2 одержал «Ливерпуль». Несмотря на поражение, Кака был признан одним из лучших игроков финального матча и лучшим полузащитником турнира. Бразилец вновь вошёл в число претендентов на «Золотой мяч», заняв по итогам голосования 9-е место.
В сезоне 2005/06 Кака забил 14 голов и вошёл в десятку лучших бомбардиров Серии А, а также стал третьим бомбардиром команды после Андрея Шевченко и Альберто Джилардино. 9 апреля 2006 года он забил три гола в ворота «Кьево», оформив первый хет-трик за «россонери». Однако новых трофеев команда завоевать не сумела: в Серии А «Милан» вновь финишировал на втором месте после «Ювентуса», а в Лиге чемпионов вылетел на стадии полуфинала, уступив «Барселоне». В плей-офф турнира Кака отметился лишь одним забитым голом в ворота «Баварии» в ответном матче 1/8 финала. Несмотря на это, полузащитник третий год подряд оказался в числе претендентов на «Золотой мяч» (11-е место), а также впервые в карьере был включён в состав символической сборной сезона по версии ФИФА и УЕФА. 
Перед началом следующего сезона «Милан» покинул перешедший в «Челси» Андрей Шевченко, а к самому Кака начал проявлять интерес «Реал Мадрид». Несмотря на это, бразилец остался в «Милане», став ключевым игроком в атакующей линии команды, действуя не только на позиции атакующего полузащитника, но и второго или оттянутого нападающего. В чемпионате Италии «россонери» стартовали с отрицательным количеством очков из-за коррупционного скандала и финишировали на 3-м месте в турнирной таблице, а Кака записал на свой счёт восемь голов и семь результативных передач. Несмотря на это, команда успешно выступила в Лиге чемпионов. 1 ноября 2006 года в матче группового этапа против «Андерлехта» Кака оформил свой первый хет-трик в еврокубках, обеспечив «Милану» победу со счётом 4:1. Исход двухматчевого противостояния 1/8 финала с «Селтиком» также решил единственный гол Кака, забитый в дополнительное время. В первом четвертьфинальном матче против «Баварии», закончившемся вничью со счётом 2:2, бразильский полузащитник реализовал пенальти, а в ответной игре отдал голевую передачу на Кларенса Зеедорфа, забившего победный гол. Полуфинальные матчи «Милана» против «Манчестер Юнайтед» многими экспертами рассматривались как индивидуальное противостояние Кака и Криштиану Роналду. 24 апреля 2007 года Кака забил два гола в ворота «манкунианцев», причём второй гол стал одним из наиболее эффектных в карьере бразильца: выиграв верховую борьбу у Даррена Флетчера, он перебросил мяч через Габриэля Хайнце и протолкнул его головой вперёд мимо Патриса Эвра, выйдя один на один с голкипером. Однако матч закончился поражением «россонери» со счётом 2:3. В ответном матче «Милан» одержал уверенную победу со счётом 3:0, а бразилец забил первый гол своей команды. 23 мая 2007 года в финале Лиги чемпионов «Милан» со счётом 2:1 обыграл «Ливерпуль», взяв реванш за поражение двухлетней давности. В этом матче Кака сначала заработал штрафной удар, после которого счёт в матче открыл Филиппо Индзаги, а затем отдал голевую передачу, после которой Индзаги оформил дубль. С десятью забитыми голами полузащитник стал лучшим бомбардиром турнира, а также был признан его лучшим игроком. По итогам сезона Кака выиграл «Золотой мяч» как лучший футболист Европы, значительно опередив в голосовании Криштиану Роналду и Лионеля Месси, а также был признан игроком года по версии ФИФА.  
Новый сезон для «Милана» начался с победы в Суперкубке УЕФА над «Севильей» со счётом 3:1, один из голов на свой счёт записал Кака, добивший мяч в ворота после неудачно исполненного пенальти, который он сам заработал. 16 декабря 2007 года Кака помог «Милану» выиграть клубный чемпионат мира, в финале которого со счётом 4:2 была обыграна аргентинская «Бока Хуниорс». В этом матче полузащитник отдал две голевые передачи на Филиппо Индзаги, а также сам забил победный гол. Бразилец был признан лучшим игроком финального матча и турнира в целом. 29 февраля 2008 года футболист продлил свой контракт с «Миланом» ещё на пять лет. В чемпионате Италии Кака забил 15 голов, став лучшим бомбардиром своей команды и войдя в десятку лучших бомбардиров Серии А, а также отдал 11 голевых передач, став вторым ассистентом чемпионата после Давида Писарро. Однако в целом «россонери» выступили неудачно, финишировав лишь на 5-м месте в турнирной таблице и не сумев квалифицироваться в Лигу чемпионов на следующий сезон. Несмотря на это, Кака в пятый раз подряд был номинирован на «Золотой мяч» (8-е место) и в третий раз за карьеру был включён в состав символической сборной года ФИФА.
В сезоне 2008/09 Кака помог «Милану» завоевать бронзовые медали чемпионата Италии и квалифицироваться в групповой этап Лиги чемпионов. В январе 2009 года «Манчестер Сити» предложил «Милану» более 100 млн. фунтов стерлингов за Кака, однако полузащитник отказался от трансфера. В своём последнем сезоне за «Милан» Кака забил 16 голов в Серии А, войдя в пятёрку лучших бомбардиров турнира. В заключительном матче сезона против «Фиорентины» бразилец забил гол и отдал результативную передачу на Алешандре Пато. Матч закончился победой «россонери» со счётом 2:0, этот результат позволил им обойти «фиалок» в турнирной таблице.

### «Реал Мадрид»
3 июня 2009 года Football Italia сообщил, что новоизбранный президент «Реал Мадрид» Флорентино Перес предложил «Милану» € 68,5 за Кака. Вице-президент «Милана» Адриано Галлиани не подтверждал предложение и сообщил, что он и отец Кака поехали в Мехико, чтобы встретиться с Ла Вольпе. «Мы пообедали и говорили о Кака. Я не отрицаю это. Переговоры ведутся, но сделка до сих пор не совершена». 4 июня Галлиани сказал Gazzetta dello Sport, что финансовые мотивы были причиной его переговоров. «Мы не можем позволить „Милану“ потерять € 70 миллионов. Главной причиной отъезда Кака является финансовая проблема». 8 июня «Милан» и «Реал» договорились о переходе Кака в Мадрид на 6 лет.
Дебютировал Кака в 7 августа 2009 года в матче против «Торонто», который закончился со счётом 5:1 в пользу «Реала». Первый мяч за «Реал» забил 19 августа 2009 года на предсезонном сборе в игре против дортмундской «Боруссии». Дебютировал в Ла Лиге 29 августа 2009 года в матче против «Депортиво». Свой первый гол в официальных матчах Кака забил в 5 м туре в матче против «Вильярреала».
5 августа 2010 было объявлено, что Кака получил травму и не сможет выйти на поле до следующего года.
После 8-ми месячного перерыва Кака вернулся на поле в матче против «Хетафе», 3 января 2011 года, выйдя на замену Кариму Бензема на 77-й минуте. «Я был очень рад вернуться к игре и снова сделать шаг на поле». Его первый гол после возвращения (первый гол в новом сезоне) был забит с передачи Криштиану Роналду в матче против «Вилльяреала» 9 января 2011 года.
В марте 2011 года у Кака обнаружилась травма, из-за которой он должен был пропустить несколько недель. Вернулся после травмы в матче против «Валенсии». Он провёл хороший матч, в котором забил 2 гола. По завершении своего второго сезона с командой, Рикардо выиграл вместе с «Реалом» кубок Испании.
27 сентября 2011 года Кака провёл один из лучших матчей в составе «Реал Мадрида» против «Аякса», который закончился со счётом 3:0 в пользу «Реала». Рикардо отметился забитым голом и результативной передачей. В этом матче он был одним из основных «строителей» атак команды, отдавая пасы на Озиля, Роналду и Бензема. Позже он был признан лучшим игроком этого тура Лиги чемпионов.
Это был его самый удачный старт: он забил 2 гола, отдал 2 результативные передачи и заработал пенальти в чужие ворота. «Реал Мадрид» выиграл Ла Лигу, закончив этот сезон с рекордными 100 очками. «Сливочные» остановились на стадии полуфинала Лиги чемпионов, а Кака стал одним из лучших ассистентов с 5 передачами.
В августе 2012 года руководство итальянского «Милана» предприняло попытку вернуть звёздного бразильца в стан «россонери», однако, клубы не смогли договориться и, к несчастью для фанатов «Милана», Кака остался в Мадриде.

### Возвращение в «Милан»
2 сентября 2013 года, в последний день трансферного окна Кака спустя четыре года вернулся в «Милан», подписав контракт на два года.
14 сентября Кака провёл первый матч за «Милан» после возвращения, однако получил травму и выбыл на месяц.
30 октября бразилец забил первый гол после возвращения в Италию, поразив ворота «Лацио».
6 января 2014 года Кака в матче с «Аталантой» забил свой сотый гол за «Милан». После забитого мяча бразилец продемонстрировал трибунам майку «Милана» со своей фамилией и номером 100. Таким образом, Кака стал десятым футболистом в истории «Милана», забившим 100 голов за клуб.

### «Орландо Сити»
30 июня 2014 года Кака расторг контракт по обоюдному соглашению с «Миланом», используя условие в контракте, разрешающее раннее расторжение в случае невыхода команды в Лигу чемпионов. 1 июля 2014 года заключил контракт с клубом лиги MLS «Орландо Сити», за который начнёт выступать в сезоне 2015. Кака заявил что всегда хотел играть в США и принял решение перейти в «Орландо Сити», потому что находится в дружественных отношениях с его владельцем — бразильцем Флавио Аугусту да Силва. До начала сезона 2015 перешёл на праве аренды в «Сан-Паулу» для поддержания формы.
В октябре 2017 года Кака объявил, что не будет подписывать новый контракт с «Орландо Сити» и покинет клуб по завершении сезона. 17 декабря того же года 35-летний Кака заявил о завершении карьеры профессионального футболиста.

## Карьера в сборной
Игровой номер в сборной Бразилии — 10, в «Милане» выступал под номером 22. Раньше в сборной Бразилии некоторое время играл под 8-м номером (в том числе на ЧМ-2006) и под 7-м.
Дебютировал в сборной в товарищеском матче против Боливии, 31 января 2002 года. Со сборной стал чемпионом мира в 2002 году, но провёл на поле только 25 минут, когда вышел в первом туре против Коста-Рики.
Участвовал в финальной стадии чемпионата мира по футболу в 2006 году, который прошёл в Германии. Забил только один мяч, в игре против сборной Хорватии, которая закончилась со счётом 1:0 в пользу Бразилии. Позже был назван лучшим игроком матча. Рикардо не смог оставаться в форме на протяжении всего чемпионата мира. Для Бразилии этот чемпионат закончился в четвертьфинале, где они уступили Франции.
В 2010 году был включён в состав сборной Бразилии на чемпионат мира в ЮАР. Во втором матче группового этапа против сборной Кот-д’Ивуара Кака на 85-й и 88-й минутах получил 2 жёлтые карточки и был удалён с поля. Эпизод, когда Кака ударил локтем в грудь Абдула Кадера Кейта и получил от французского арбитра Стефана Ланнуа вторую жёлтую карточку, вызвал неоднозначную реакцию. До своего удаления Кака успел отдать 2 голевых паса на Луиса Фабиано и Элано (бразильцы победили 3:1). Кака заявил, что намерен использовать образовавшееся у него в результате дисквалификации на третий матч группового этапа время для восполнения проблем в собственной подготовке. В матче 1/8 финала отдохнувший Кака помог бразильцам победить чилийцев — 3:0, однако в четвертьфинале бразильцы были остановлены сборной Нидерландов — 1:2.
2011 году был вызван на товарищеские матчи с Габоном и Египтом в ноябре, но получил травму.
После 2 лет отсутствия в сборной, Кака был вызван на товарищеские матчи против Ирака и Японии в октябре 2012, где в забил по голу в этих матчах.
5 марта 2013 Луис Фелипе Сколари вызвал Кака на товарищеские матч против Италии и России. Но не был включен в заявку на Кубок конфедераций 2013 и на домашний Чемпионат мира по футболу 2014.
В октябре 2014 года вернулся в сборную под руководством Дунги в товарищеских матчах против Аргентины и Японии.
1 мая 2015 года, попал в предварительный список на Копа Америка 2015, но не попал в окончательную заявку. В августе этого года, был снова вызван на товарищеские матчи.
После травмы Дугласа Косты, Кака попал в заявку на Копа Америка 2016, но получил травму в июне, вместо него на турнир поехал Гансо.

#### Статистика в сборной
| Год   | Матчи | Голы |
| ----- | ----- | ---- |
| 2002  | 5     | 1    |
| 2003  | 10    | 5    |
| 2004  | 8     | 3    |
| 2005  | 13    | 3    |
| 2006  | 11    | 5    |
| 2007  | 12    | 5    |
| 2008  | 3     | 1    |
| 2009  | 13    | 3    |
| 2010  | 7     | 1    |
| 2012  | 3     | 2    |
| 2013  | 2     | 0    |
| 2014  | 2     | 0    |
| 2015  | 2     | 0    |
| 2016  | 1     | 0    |
| Всего | 92    | 29   |

## Личная жизнь

### Семья
Отец — Боску Изексон Перейра Лейте, мать — Симона Кристина дос Сантос Лейте. У Кака есть младший брат Родриго Изексон дос Сантос Лейте, более известный как Диган, который также, как и старший брат, стал футболистом. Диган выступал на позиции центрального защитника за американский клуб «Нью-Йорк Ред Буллз» в лиге MLS, в прошлом также принадлежал «Милану».
23 декабря 2005 Кака женился на девушке по имени Каролина Селико, проповеднице Церкви возрождения во Христе. Свадьба прошла в одной из церквей Сан-Паулу. В браке родились сын Лука Селико Лейте (10 июня 2008) и дочь Изабелла (23 апреля 2011). В 2015 году Кака и Селико объявили о своём разводе.
В начале 2017 года Кака официально объявил об отношениях с 23-летней бразильской моделью Каролиной Диас.

### Происхождение прозвища
Прозвище Кака произносится с ударением на вторую гласную. Является бразильским сокращением от имени Рикардо. Оно появилось, когда младший брат Родриго в раннем детстве не мог выговорить имя «Рикардо» и заменил его словом «Кака».

### Религиозность
В сентябре 2000 года, в возрасте 18 лет, Кака получил во время неудачного падения в бассейне тяжёлую травму позвоночника, которая могла не только прервать его спортивную карьеру, но и оставить его в инвалидной коляске на всю жизнь. Однако Кака смог полностью восстановиться после травмы. Сам Кака связывает факт выздоровления с чудесным божественным вмешательством, и с тех пор он стал религиозен и отдавал одну десятую часть своих доходов в Церковь возрождения во Христе. В декабре 2010 года, после тюремного заключения основателей церкви Эстевам и Сонии Эрнандес за уклонение от уплаты налогов и разрушения потолка церкви, в результате чего 7 человек погибли, Кака с супругой ушёл из лона «Церкви возрождения во Христе».

### Видеоигры
Кака — единственное официальное лицо FIFA 11, а также является одним из официальных лиц FIFA 12. Кроме того, футболист имеет действующие рекламные контракты с Adidas, Giorgio Armani и Guarana.

## Статистика выступлений

### Клубная статистика
| Выступление      | Выступление      | Выступление      | Лига | Лига | Кубок страны | Кубок страны | Континент. | Континент. | Другие | Другие | Итого | Итого |
| Клуб             | Лига             | Сезон            | Игры | Голы | Игры         | Голы         | Игры       | Голы       | Игры   | Голы   | Игры  | Голы  |
| ---------------- | ---------------- | ---------------- | ---- | ---- | ------------ | ------------ | ---------- | ---------- | ------ | ------ | ----- | ----- |
| Сан-Паулу        | Серия А          | 2001             | 27   | 12   | 7            | 1            | 5          | 0          | 16     | 4      | 55    | 17    |
| Сан-Паулу        | Серия А          | 2002             | 22   | 9    | 9            | 6            | —          | —          | 17     | 8      | 48    | 23    |
| Сан-Паулу        | Серия А          | 2003             | 10   | 2    | 5            | 0            | —          | —          | 7      | 5      | 22    | 7     |
| Сан-Паулу        | Итого            | Итого            | 59   | 23   | 21           | 7            | 5          | 0          | 40     | 17     | 125   | 47    |
| Милан            | Серия А          | 2003/04          | 30   | 10   | 4            | 0            | 10         | 4          | 1      | 0      | 45    | 14    |
| Милан            | Серия А          | 2004/05          | 36   | 7    | 1            | 0            | 13         | 2          | 1      | 0      | 51    | 9     |
| Милан            | Серия А          | 2005/06          | 35   | 14   | 2            | 0            | 12         | 5          | —      | —      | 49    | 19    |
| Милан            | Серия А          | 2006/07          | 31   | 8    | 2            | 0            | 15         | 10         | —      | —      | 48    | 18    |
| Милан            | Серия А          | 2007/08          | 30   | 15   | 0            | 0            | 8          | 2          | 3      | 2      | 41    | 19    |
| Милан            | Серия А          | 2008/09          | 31   | 16   | 1            | 0            | 4          | 0          | —      | —      | 36    | 16    |
| Милан            | Итого            | Итого            | 193  | 70   | 10           | 0            | 62         | 23         | 5      | 2      | 270   | 95    |
| Реал Мадрид      | Примера          | 2009/10          | 25   | 8    | 1            | 0            | 7          | 1          | —      | —      | 33    | 9     |
| Реал Мадрид      | Примера          | 2010/11          | 14   | 7    | 3            | 0            | 3          | 0          | —      | —      | 20    | 7     |
| Реал Мадрид      | Примера          | 2011/12          | 27   | 5    | 4            | 0            | 8          | 3          | 1      | 0      | 40    | 8     |
| Реал Мадрид      | Примера          | 2012/13          | 19   | 3    | 2            | 1            | 6          | 1          | 0      | 0      | 27    | 5     |
| Реал Мадрид      | Итого            | Итого            | 85   | 23   | 10           | 1            | 24         | 5          | 1      | 0      | 120   | 29    |
| Милан            | Серия А          | 2013/14          | 30   | 7    | 1            | 0            | 6          | 2          | —      | —      | 37    | 9     |
| Милан            | Итого            | Итого            | 223  | 77   | 11           | 0            | 68         | 25         | 5      | 2      | 307   | 104   |
| Сан-Паулу        | Серия А          | 2014             | 19   | 2    | 0            | 0            | 5          | 1          | —      | —      | 24    | 3     |
| Сан-Паулу        | Итого            | Итого            | 78   | 25   | 21           | 7            | 10         | 1          | 40     | 17     | 149   | 50    |
| Орландо Сити     | MLS              | 2015             | 28   | 9    | 2            | 1            | —          | —          | —      | —      | 30    | 10    |
| Орландо Сити     | MLS              | 2016             | 24   | 9    | 0            | 0            | —          | —          | —      | —      | 24    | 9     |
| Орландо Сити     | MLS              | 2017             | 23   | 6    | 1            | 0            | —          | —          | —      | —      | 24    | 6     |
| Орландо Сити     | Итого            | Итого            | 75   | 24   | 3            | 1            | 0          | 0          | 0      | 0      | 78    | 25    |
| Всего за карьеру | Всего за карьеру | Всего за карьеру | 461  | 149  | 45           | 9            | 102        | 31         | 46     | 19     | 654   | 208   |

## Достижения

### Командные

#### «Сан-Паулу»
- Чемпион штата Сан-Паулу: 2001

#### «Милан»
- Чемпион Италии: 2003/04
- Обладатель Суперкубка Италии: 2004
- Победитель Лиги чемпионов УЕФА: 2006/07
- Обладатель Суперкубка УЕФА (2): 2003, 2007
- Победитель Клубного чемпионата мира: 2007

#### «Реал Мадрид»
- Чемпион Испании: 2011/12
- Обладатель Кубка Испании: 2010/11
- Обладатель Суперкубка Испании: 2012

#### Сборная Бразилии
- Чемпион мира: 2002
- Обладатель Кубка конфедераций (2): 2005, 2009

### Личные
- Обладатель «Золотого мяча» (France Football): 2007
- Лучший игрок года в Бразилии: 2002
- Футболист года в Италии (2): 2003/04, 2006/07
- Лучший иностранный футболист года в Италии (3): 2004, 2006, 2007
- Лучший футболист мира по версии ФИФА: 2007
- Лучший футболист Европы (Onze d’Or): 2007
- Лучший футболист мира (по версии «World Soccer»): 2007
- Лучший бомбардир Лиги чемпионов УЕФА: 2006/07
- Лучший клубный футболист по версии УЕФА: 2006/07
- Лучший клубный нападающий по версии УЕФА: 2006/07
- Лучший плеймейкер года по версии IFFHS: 2007[90]
- Член сборной FIFPro (3): 2006, 2007, 2008
- Команда года по версии УЕФА (3): 2006, 2007, 2009
- Обладатель «Золотого мяча» в Клубном чемпионате мира: 2007
- Лауреат приза «Золотая самба»: 2008
- Лучший игрок Кубка конфедераций: 2009
- Лучший игрок Кубка Сантьяго Бернабеу: 2012
- Лучший ассистент Лиги Чемпионов УЕФА: 2011/12
- Символическая сборная года MLS (3): 2015, 2016, 2017
- Введен в зал славы футбольного клуба «Милан»[91]